# Wendisch Evern
Wendisch Evern ist eine Gemeinde in der Samtgemeinde Ostheide in Niedersachsen. Sie liegt rund drei Kilometer südöstlich von Lüneburg am östlichen Rand der Lüneburger Heide. 

## Gemeindegliederung
Ortsteile der Gemeinde Wendisch Evern sind Göxe und Wendisch Evern. Des Weiteren gibt es mit dem Klostergut Willerding einen Wohnplatz.

## Geschichte

### Frühgeschichte und Mittelalter
Das genaue Gründungsdatum des Ortes ist unbekannt. Angeblich war die Siedlung Evern, mhd. Everinge, die Heimat der Sippe eines Langobarden-Häuptlings Ibur (lat. „Everardus“ = „Eber“). In den erst sehr viel später aufgeschriebenen Annalen dieses Volkes ist eine entsprechende Sippe aufgelistet.
Nach dem Abzug der Langobarden im Rahmen der Völkerwanderungen ab dem 5. oder 6. Jahrhundert wurde das freiwerdende Siedlungsgebiet wohl von Osten her von Wenden (Slawen) und von Westen her von „Deutschen“ (Sachsen) bevölkert. Etwa im Bereich der Ilmenau verlief die Grenze zwischen den Siedlungsgebieten der beiden Völker (siehe Germania Slavica). So legte Kaiser Karl der Große 805 fest, dass sächsische Kaufleute, die mit den Wenden Handel treiben wollten, bis zur Ilmenau ziehen durften. Im Zuge dieser Entwicklung wurde allem Anschein nach das nahe der Ilmenau gelegene Evern von Sachsen (Deutschen) übernommen (heute: Deutsch Evern), während die Slawen (Wenden) etwa drei Kilometer weiter nordöstlich, auf unfruchtbarerem und schlechter erreichbarem Gebiet, eine neue Siedlung, das heutige Wendisch Evern gründeten.
Möglicherweise erfolgte die Teilung des Dorfes aber auch viel früher oder später und hat nichts mit dem Deutsch-Wendischen Konflikt zu tun. Das Dorf gehört zu einer großen Zahl von Ortspaaren, in denen einer der Orte den Zusatz „Wendisch“ oder „Windisch“ führt. Der Ortsname „Windisch“ ist mehrdeutig: Windisch in der Schweiz ist vermutlich von einem keltischen Personennamen abgeleitet.

### Zweiter Weltkrieg

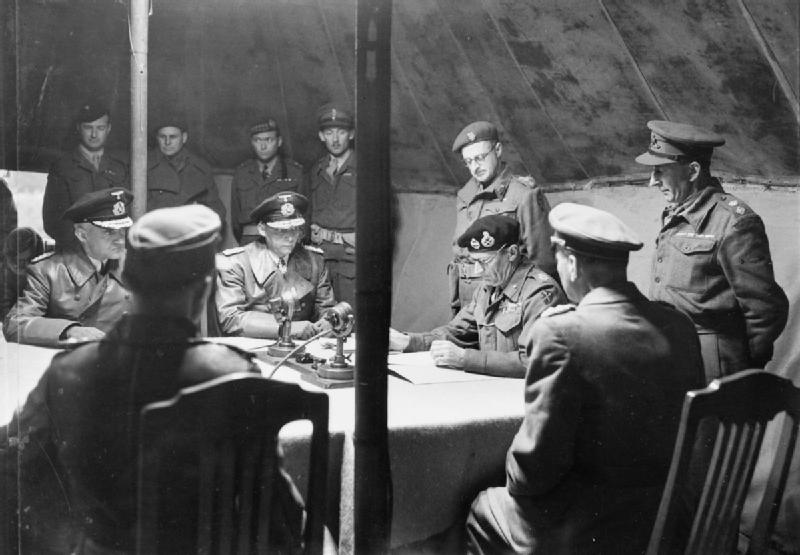
Admiral von Friedeburg und Feldmarschall Montgomery bei der Unterzeichnung der Kapitulationserklärung

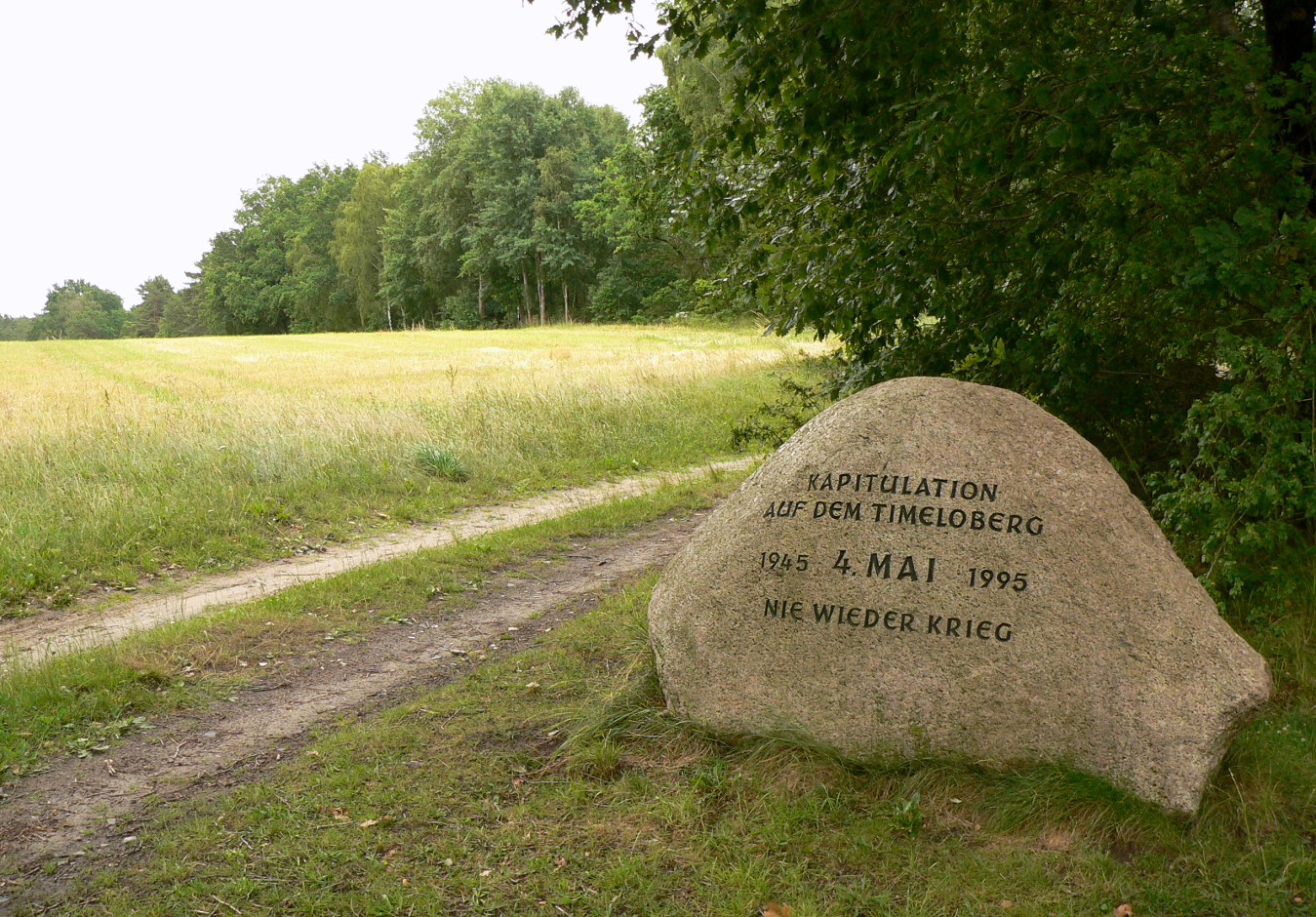
1995 am Fuße des Timeloberges aufgestellter Gedenkstein zur Kapitulation

Auf dem etwa 79 Meter hohen Timeloberg bei Wendisch Evern unterzeichnete eine deutsche Delegation unter Leitung von Hans-Georg von Friedeburg am 4. Mai 1945 im Auftrag des letzten Reichspräsidenten Karl Dönitz, der sich mit der letzten Reichsregierung nach Flensburg-Mürwik abgesetzt hatte, im Beisein des britischen Feldmarschalls Bernard Montgomery die Teilkapitulation der Wehrmacht für Nordwestdeutschland, Dänemark und die Niederlande, die am 5. Mai um 8 Uhr in Kraft trat. Mit der Unterzeichnung ging der Zweite Weltkrieg in Nordwestdeutschland zu Ende.
Nach dem Krieg wurde auf dem von den Briten Victory Hill genannten Hügel ein Denkmal errichtet, das aber 1958 abgebaut und in der Militärakademie Sandhurst wieder aufgebaut wurde. Die Stelle liegt heute im militärischen Sperrgebiet des Standortübungsplatzes Wendisch Evern und ist nicht öffentlich zugänglich. 50 Jahre nach der Unterzeichnung der Kapitulation wurde 1995 am Fuße des Timelobergs außerhalb des militärischen Sperrgebiets ein Gedenkstein aufgestellt.
Nach Heinrich Himmlers Suizid im Mai 1945 wurde seine Leiche möglicherweise auf dem Truppenübungsplatz Wendisch Evern an unbekannter Stelle begraben.

## Politik

### Wahlkreise
Die Gemeinde Wendisch Evern gehört zum Landtagswahlkreis 48 Elbe und zum Bundestagswahlkreis 38 Lüchow-Dannenberg – Lüneburg.

### Gemeinderat
Der Rat der Gemeinde Wendisch Evern setzt sich aus elf Mitgliedern zusammen. Die Ratsmitglieder werden durch eine Kommunalwahl für jeweils fünf Jahre gewählt.
Bei der Kommunalwahl 2021 ergab sich folgende Sitzverteilung:
| Gemeinderat 2021Insgesamt 11 Sitze - SPD: 5 - Grüne: 2 - CDU: 4 |

### Wappen
Das 1960 genehmigte Wappen von Wendisch Evern zeigt auf blauem Schild im Zentrum als gemeine Figur die an niedersächsischen Häusern üblichen Giebelbretter in Form von Pferdeköpfen. Die Tatsache, dass die Köpfe nach innen schauen, sollte ursprünglich die „Wendische Art“ anzeigen, was aber statistisch nicht haltbar ist (diese Blickrichtung ist im Wendland nicht häufiger als anderswo in Niedersachsen). Die Pferdeköpfe sind oben, links und rechts begleitet von drei goldenen Herzen. Diese sind aus dem Wappen von Lüneburg übernommen (wobei die Farbe von rot nach gold angepasst wurde) und sollen die Verbindung zur Stadt anzeigen. Unter den Pferdeköpfen der nach rechts gerichtete goldene Kopf eines Wildschwein-Ebers. Dieser steht für den Langobarden-Häuptling Ibor (Eber), der dem Ort den Namen gegeben haben soll (siehe Abschnitt Geschichte).

## Sport
In Wendisch Evern sind verschiedene Sportvereine ansässig:
- Der SV Sportverein Wendisch Evern e. V. von 1984 unterhält am östlichen Ortsrand ein Sportgelände und bietet Aktivitäten in den Disziplinen Fußball, Gymnastik, Darts und Tischtennis.
- Der KKSV Kleinkaliber-Schießverein Wendisch Evern e. V. von 1931 unterhält im Ortskern einen Sportschießstand für Luftgewehr, Luftpistole und Kleinkaliber. Der Verein ist in sportlichen Wettbewerben aktiv und richtet u. a. jährlich Anfang Juni ein Volks- und Schützenfest aus. Zum KKSV gehört eine auch auf nationaler Ebene aktive und sehr erfolgreiche Biathlon-Abteilung. Steeldarts gehört ebenfalls zum breiten Sportangebot.
- Der Bogensportclub BSC Wendisch Evern e. V. von 1983 unterhält am östlichen Ortsrand ein Gelände für das sportliche Bogenschießen.

## Wirtschaft und Infrastruktur

### Verkehr
Wendisch Evern besitzt einen Haltepunkt an der Wendlandbahn, die von Lüneburg nach Dannenberg (Elbe) führt.
Kreisstraßen verbinden Wendisch Evern mit Lüneburg (K37 über Klostergut Willerding in nordwestlicher Richtung), Deutsch Evern (K37 in südwestlicher Richtung) und Barendorf (K40 in östlicher Richtung).
Der Elbe-Seitenkanal führt etwa 400 m östlich am Ort vorbei und durchschneidet die Gemarkung.

### Bildung
Wendisch Evern verfügt über eine Kinderkrippe, einen Kindergarten und eine Grundschule. Die Krippe wurde direkt neben dem Kindergarten errichtet.
Das ehemalige Schulgebäude ist das älteste Haus im Ort (Baujahr 1841). Es wird heute vom Verein Alte Schule als Dorfgemeinschaftshaus unterhalten.